# 대한민국의 국가무형유산 (2020년대)
국가무형유산(國家無形遺産)은 보존 가치가 크다고 인정되는 무형의 문화적 소산 가운데 국가에서 유산으로 지정한 것을 말한다. 수 세대에 걸쳐 전승되어 온 무형유산은 전통적 공연·예술, 공예, 미술 등에 관한 전통기술, 한의약, 농경·어로 등에 관한 전통지식, 구전 전통 및 표현, 의식주 등 전통적 생활관습, 민간신앙 등 사회적 의식(儀式), 전통적 놀이·축제 및 기예·무예 분야로 나뉘어 있다.

## 지정 목록

### 2020년대 지정
| 번호  | 사진 | 명칭                 | 소재지         | 관리자 (단체)      | 지정일           | 참조 |
| 141호 |      | 사경장 (寫經匠)      |                |                    | 2020년 7월 20일  |      |
| 142호 |      | 활쏘기               |                |                    | 2020년 7월 30일  |      |
| 143호 |      | 인삼 재배와 약용문화 |                |                    | 2020년 12월 1일  |      |
| 144호 |      | 막걸리 빚기          |                |                    | 2021년 6월 15일  |      |
| 145호 |      | 떡 만들기            |                |                    | 2021년 11월 1일  |      |
| -     |      | 갯벌어로             |                |                    | 2021년 12월 20일 |      |
| -     |      | 제주큰굿             | 제주특별자치도 | (사)제주큰굿보존회 | 2021년 12월 22일 |      |